# 高斯光学
高斯光学是幾何光學中用近軸近似（小角近似）描述在光學系統中光線行為的技術，在近軸近似中，光線和光軸的夾角很小.，因此，夾角的一些三角函數可以用角度的線性函數來表示。高斯光学用在光學系統的表面平坦或者是為球面一部份的情形。此時可以用一些簡單的公式，配合一些像焦距、放大率及明度等參數描述影像系統，而這些參數是以組成元素的幾何形狀及材料性質來定義的。
高斯光学得名自卡爾·弗里德里希·高斯，他證明光學系統可以用很多的基本點來找出其特徵，因此可以計算其光學性質等。